# Einar Schelén
Einar August Rodger Schelén, född 2 juli 1900 i Sundsvalls församling, Västernorrlands län, död 2 februari 1992 i Ådals-Lidens församling, Västernorrlands län, var en svensk målare.
Han var son till affärsmannen Johan August Schelén och Ida Helena Fredriksson och gift med folkskolläraren Elin Kristina Matilda Näslund. Schelén studerade vid Tekniska skolan i Stockholm och under ett flertal av Gerlesborgsskolans sommarkurser i Bohuslän under 1940- och 1950-talet. Hans konst består av starkt geometriska omtolkningar av stilleben och landskap i en abstrakt stil. 